# Videoclub
Videoclub (zapis stylizowany: VIDEOCLUB) – francuska grupa muzyczna, która wykonywała głównie synth pop, została założona w Nantes w 2018 przez Adèle Castillon, oraz Matthieu Reynauda. Duet wydał łącznie jeden album studyjny, oraz dziewięć singli. 
31 marca 2021 został ogłoszony koniec projektu po tym gdy Reynaud odszedł z niego z powodu zakończenia relacji członków. Zespół wydał jeszcze jeden ostatni singel pt. „SMS”, a Castillon wyruszyła w trasę koncertową pod nazwą Videoclub.

## Styl muzyczny i inspiracje
Styl muzyczny zespołu mocno czerpie z muzyki oraz kultury lat 80., lecz jako źródło inspiracji wymieniani są również współcześni artyści jak Jul, Dinos, Mac DeMarco, Tame Impala, Chromatics, Odezenne, Superbus czy Fauve. Reynaud inspiracje dla swoich riffów gitarowych przypisuje zespołom jak The Cure, New Order, oraz The Pixies. Wpływ na teksty miały filmy reżysera Jacquesa Demyego, którego grupa często cytuje.

## Dyskografia

### Albumy studyjne
| Rok  | Tytuł     | Informacje wydawnicze | Najwyższe pozycje na listach sprzedaży | Najwyższe pozycje na listach sprzedaży | Najwyższe pozycje na listach sprzedaży | Certyfikat SNEP |
| Rok  | Tytuł     | Informacje wydawnicze | FRA                                    | BEL (Wa)                               | CHE                                    | Certyfikat SNEP |
| ---- | --------- | --- | -------------------------------------- | -------------------------------------- | -------------------------------------- | --------------- |
| 2021 | Euphories | - Data premiery: 29 stycznia 2021 - Wytwórnia: Petitit Lion Productions, Sony Music - CD, LP, kasety, digital download, streaming | 30                                     | 54                                     | 38                                     | złota płyta     |

### Single
| Rok                                                      | Tytuł                                     | Najwyższe pozycje na listach przebojów | Najwyższe pozycje na listach przebojów | Certyfikat SNEP | Album              |
| Rok                                                      | Tytuł                                     | FRA                                    | BEL (Wa)                               | Certyfikat SNEP | Album              |
| -------------------------------------------------------- | ----------------------------------------- | -------------------------------------- | -------------------------------------- | --------------- | ------------------ |
| 2018                                                     | „Amour Plastique”                         | –                                      | –                                      | platynowa płyta | Euphories          |
| 2018                                                     | „Roi”                                     | –                                      | –                                      | złota płyta     | Euphories          |
| 2019                                                     | „En nuit”                                 | 98                                     | 44                                     | złota płyta     | Euphories          |
| 2019                                                     | „What Are You So Afraid Of”               | –                                      | –                                      |                 | Euphories          |
| 2019                                                     | „Mai”                                     | –                                      | –                                      |                 | Euphories          |
| 2020                                                     | „Enfance 80"                              | 76                                     | –                                      |                 | Euphories          |
| 2020                                                     | „Enfance 80" (gościnnie: Natalia Lacunza) | –                                      | –                                      |                 | Singel niealbumowy |
| 2020                                                     | „Euphories”                               | –                                      | 34                                     |                 | Euphories          |
| 2021                                                     | „SMS”                                     | –                                      | –                                      |                 | Euphories          |
| „–” oznacza, że singel nie był notowany na danej liście. |                                           |                                        |                                        |                 |                    |